# Parafia Wniebowzięcia Najświętszej Maryi Panny w Obszy
Parafia Wniebowzięcia Najświętszej Maryi Panny w Obszy – parafia należąca do dekanatu Tarnogród diecezji zamojsko-lubaczowskiej. 
Parafia została utworzona w 1919. Mieści się pod numerem 1. Prowadzą ją księża diecezjalni.
Do parafii należą wierni z następujących miejscowości: Dorbozy, Obsza, Olchowiec, Wola Obszańska